# Observatório de Tolosa
O Observatório de Tolosa (em francês:  Observatoire de Toulouse) é um observatório astronómico francês, fundado em 1733 na cidade de Tolosa pela Academia de Ciências, Inscrições e Belas-Letras de Tolosa. Em 1841 foi transferido para o Jardim do Observatório, em Jolimont, e em 1981 as suas instalações passaram para o câmpus científico de Tolosa-Rangueil. Posteriormente integrou-se ao Observatório do Pic du Midi, para formar o Observatório Sul-Pirenéus. O edifício principal do observatório, projetado pelo arquiteto Urbain Vitry, e os três edifícios abobadados, estão classificados como monumentos históricos. As cúpulas do observatório abrigam o telescópio fotográfico equatorial Henry-Gautier, a luneta meridiana, o grande telescópio de oitenta e três centímetros de diâmetro, a luneta de trinta e oito centímetros sob a cúpula Vitry, e o radiotelescópio.

## Diretores
- Frédéric Petit: 1838 - 1865
- Théodore Despeyrous: 1865 - 1866
- Pierre Daguin: 1866 - 1870
- Félix Tisserand: 1873 - 1878
- Benjamin Baillaud: 1879 - 1908
- Eugène Cosserat: 1908 - 1931
- Emile Paloque: 1931 - 1960
- Roger Bouigues: 1961 - 1971
- Jean Rösch: 1971 - 1981